# Big Cartoon DataBase

Logo de Big Cartoon DataBase.

Big Cartoon DataBase  (BCDB, en raccourci) est une base de données en ligne américaine gratuite traitant des séries de dessins animés, les longs et courts métrages d'animation ainsi que les émissions de télévision animées. Ce site commercial offre en outre d'autres informations sur ces thèmes ainsi qu'un forum en ligne pour les inscrits.

## Histoire
Le projet BCDB a commencé en 1996 (le 3 octobre) sous la forme d'une liste des longs métrages animés Disney sur l'ordinateur local de Dave Koch, le créateur de BCDB, à Salt Lake City. En réponse à l'intérêt croissant pour cette liste, la base de données a été mise en ligne en 1998 en tant que ressource consultable consacrée à la compilation d'informations sur les films d'animation, y compris les détails de production tels que les acteurs, producteurs et réalisateurs, ainsi que les résumés des intrigues, plus les commentaires des utilisateurs. 
En 2003, la BCDB est devenue une société sans but lucratif visée par l'article 501c. Le 24 juin 2009, son créateur Dave Koch a annoncé sur ses forums BCDB que le site comptait 100 000 titres.

## Caractéristiques
BCDB tient à jour une liste des 25 meilleurs films d'animation selon le vote des 
utilisateurs enregistrées du site. La liste donne le classement général par préférence et les cartoons qui reçoivent le plus grand nombre de votes. Les votants choisissent d'attribuer une valeur entre 1 et 10 à un film. Pour se prémunir contre les tentatives de fausser les données, la base de données utilise des filtres de données et un quota de votes afin de tenter de donner une estimation bayésienne précise.
BCDB donne également une autre liste, les 20 cartoons les moins bien notées et appréciés, à partir des mêmes données.
Le site de la base de données comprend également un forum en ligne où les utilisateurs peuvent exprimer leurs opinions sur les cartoons et poser des questions à leur sujet. Le forum est accessible à tous les utilisateurs enregistrés. Il est filtré par une équipe de modérateurs et d'administrateurs. 
Enfin, il existe une rubrique des nouvelles liées à l'industrie de l'animation et une galerie des images récemment ajoutées qui permet aux utilisateurs de voir des représentations de divers personnages de dessins animés populaires.

## Renommée
En 2002, le journal The San Diego Union-Tribune mentionne BCDB comme meilleur site, et écrit : « avec plus de 42000 cartoons, 2000 séries[,] et 1300 critiques de cartoons, elle serait l'une des plus grandes bases de données de dessins animés consultables sur Internet. » En 2005, Apple Hot News écrit : « La base de données Big Cartoon est le lieu idéal pour trouver des informations détaillées sur n'importe quel dessin animé jamais réalisé. » En 2006, il a été rapporté par la Reference and User Services Association à leur huitième liste annuelle des meilleurs sites Web de référence gratuits (Annual List of Best Free Reference Web Sites) que « La base de données Big Cartoon est le compendium Web par excellence pour quiconque s'intéresse à l'histoire de l'animation. »
BCDB a été pris comme référence par plusieurs grands journaux d'information comme 
Hartford Courant, The San Diego Union-Tribune, Oakland Tribune, Beacon News, USA Today et le Animation World Network, entre autres. 
Que's Official Internet Yellow Pages donne la note maximale, soit 5 étoiles.